# Timone

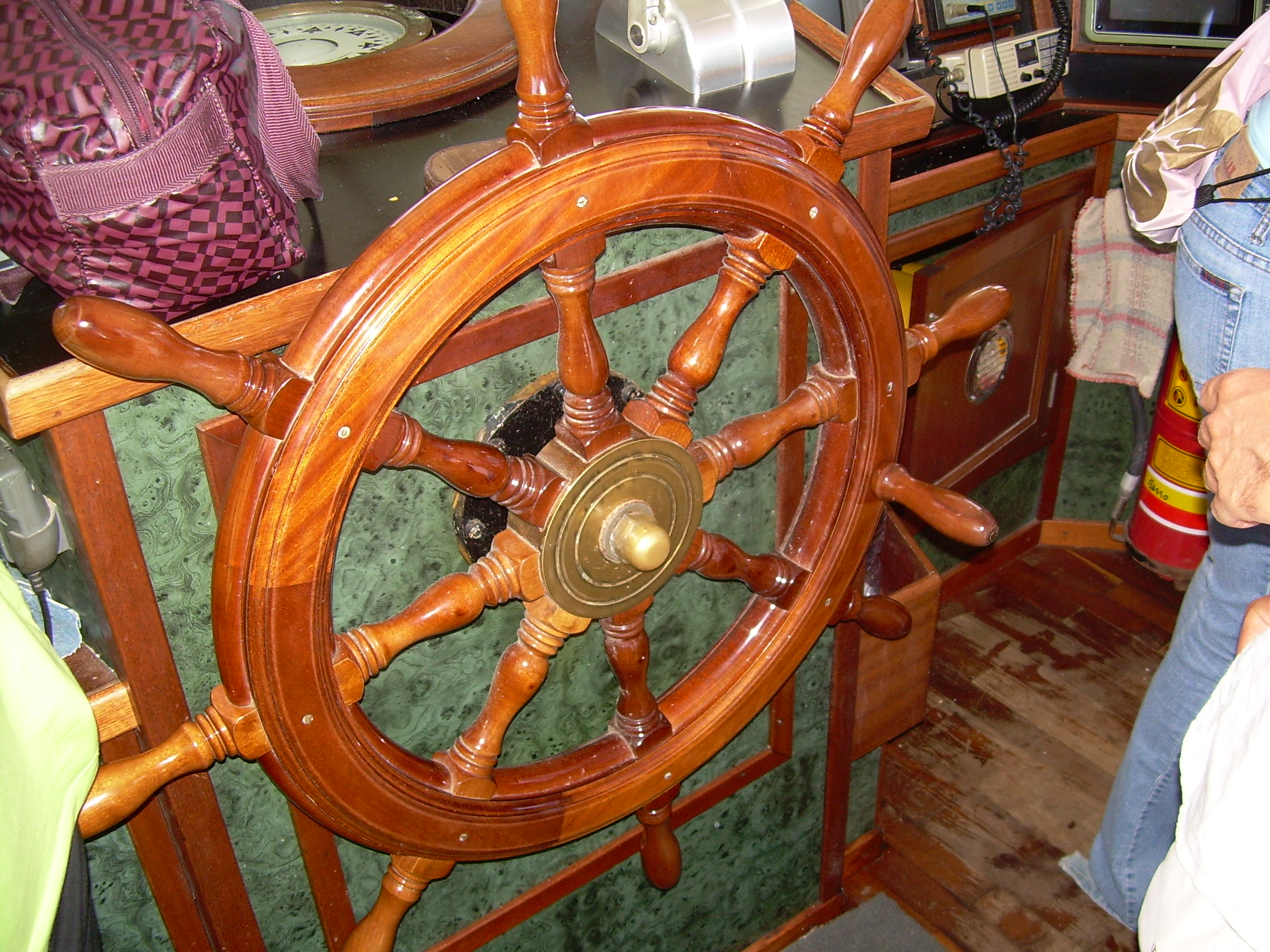
Ruota del timone

In ambito nautico il timone è l'organo direzionale dell'imbarcazione.

## Descrizione
Il timone di un'imbarcazione può essere costituito da una superficie sagomata, in legno o metallo, incernierata a poppa (tramite gli "Agugliotti" con le "Femminelle") o incastellato sotto l'opera viva a poppa e azionato attraverso sistemi oleo-meccanici-funicolari, e in grado di compiere spostamenti angolari intorno a un asse verticale.
Una ruota di un timone stilizzata è rappresentata nel carattere Unicode U+2388 (⎈).

## Storia

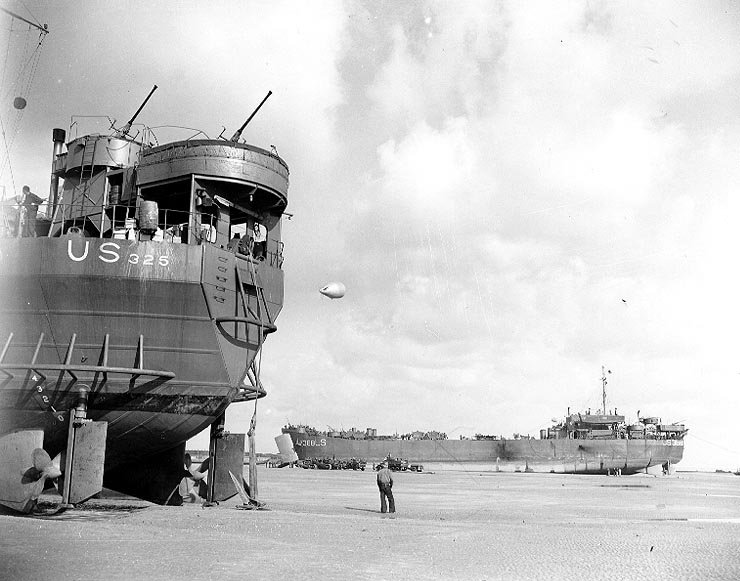
La Landing Ship Tank USS LST-325 della US Navy, fotografata durante lo sbarco in Normandia, in cui sono visibili (in basso a sinistra) due timoni di fronte alle eliche.

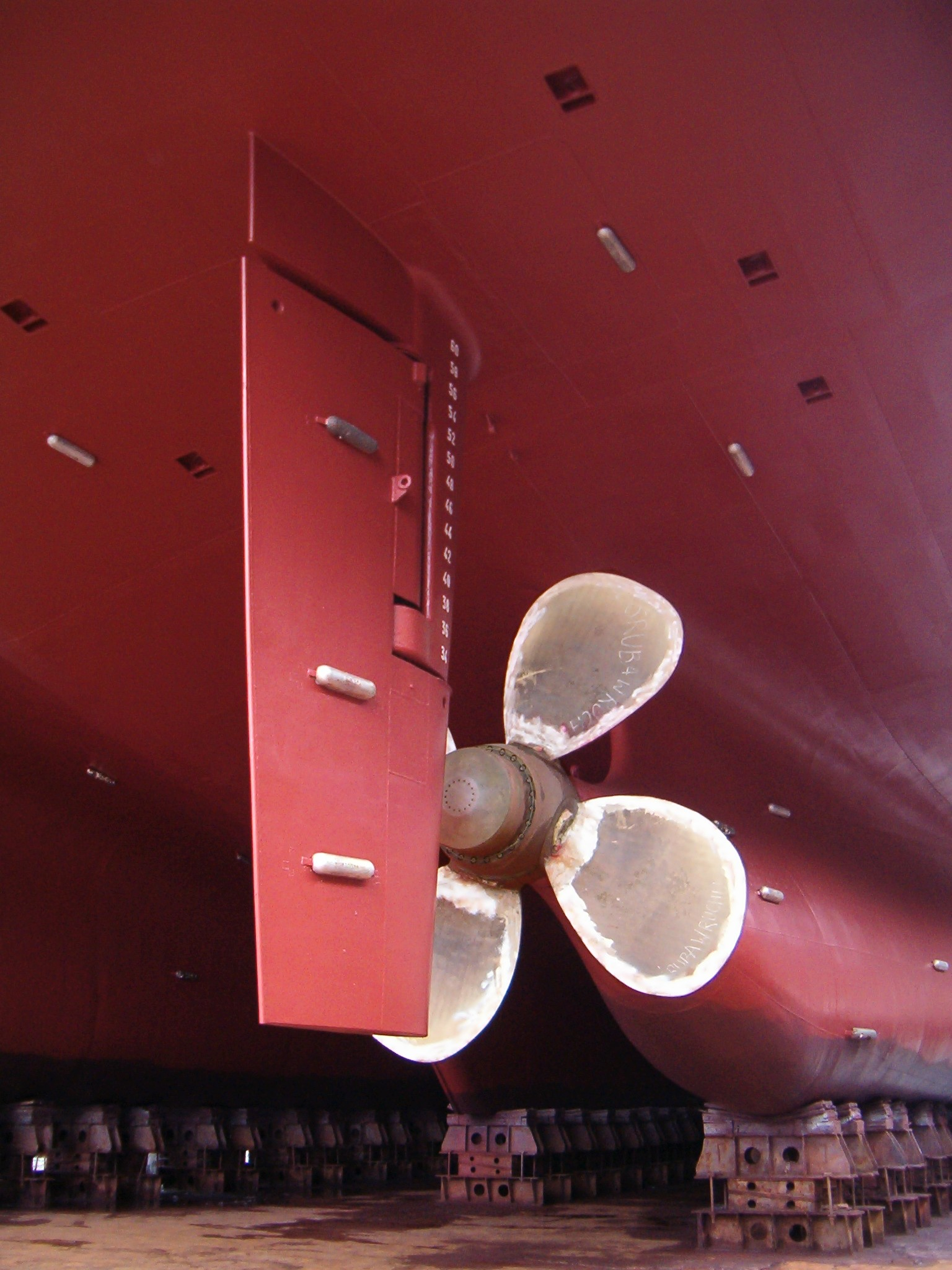
Il timone di una grossa nave

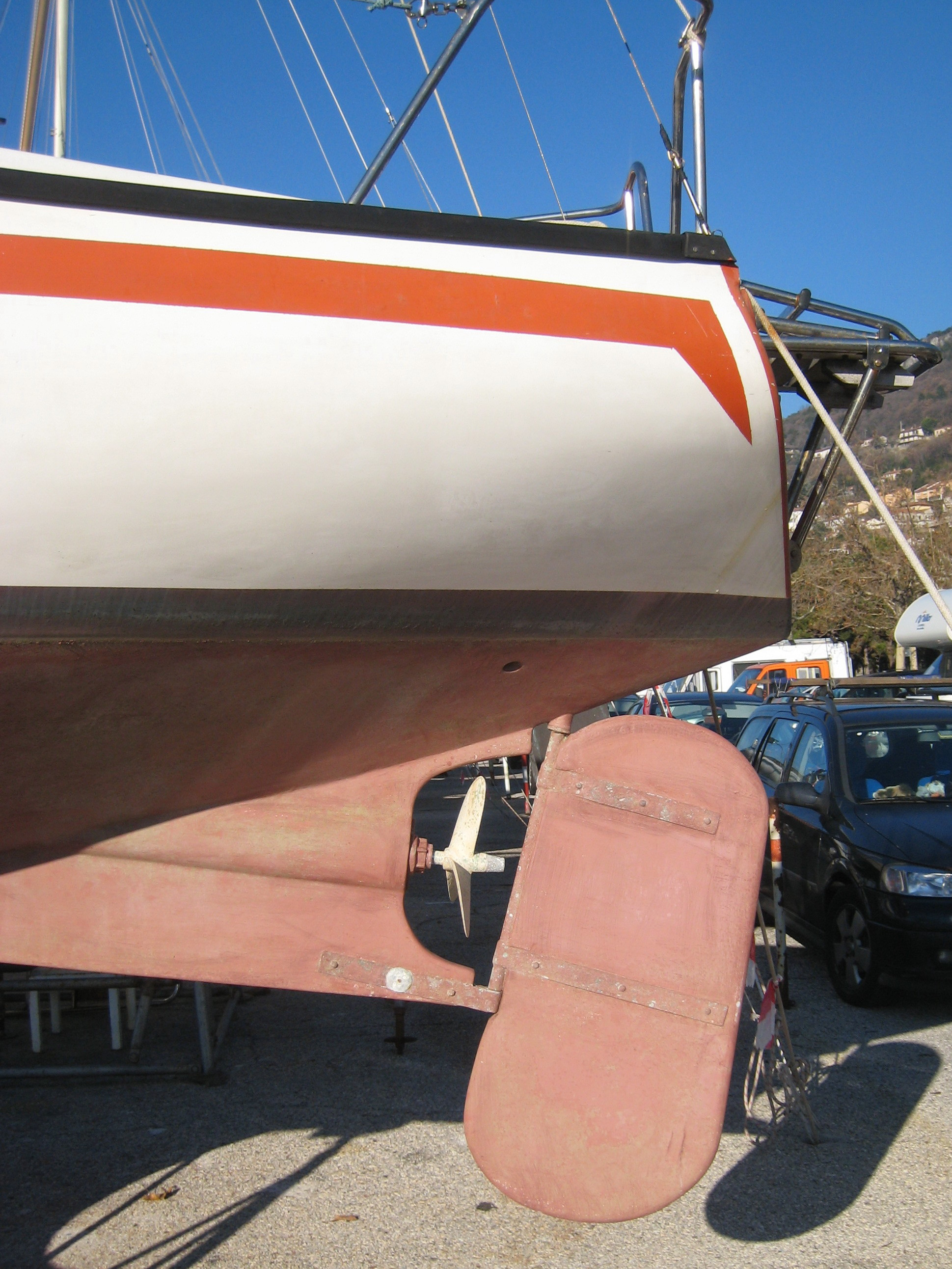
Il timone di una piccola unità da diporto entrobordo

Esistono testimonianze secondo cui già nel III millennio a.C., nell'antico Egitto, erano in uso remi in legno installati su un lato dell'imbarcazione per manovrare, simili a quelli in uso ancora oggi.
Questa soluzione si è evoluta nel timone laterale in uso dall'antichità al Medioevo in Europa.
Con l'aumentare della dimensione ed il dislocamento delle navi, i timoni laterali erano sempre meno efficaci, e cominciarono ad essere sostituiti, nel XII secolo, da modelli più robusti, montati alla poppa per mezzo di un perno.
La più antica raffigurazione di un timone di questo tipo in occidente si trova in un bassorilievo del fonte battesimale della cattedrale di Winchester, risalente al 1180 circa. (La sua interpretazione è comunque controversa).
In oriente ed in tutto il mondo la più antica rappresentazione di timone centrale è in un vaso del I secolo d.C., anticipandone così l'uso in oriente di diversi secoli rispetto all'occidente.
L'oggetto rappresenta una giunca cinese con un timone montato a poppa e manovrato attraverso un sistema di cavi.
Si ritiene che il timone manovrato da cavi sia stato inventato indipendentemente in occidente, anche se l'idea potrebbe essere giunta attraverso gli scambi commerciali. Viaggiatori come Marco Polo avevano portato tra l'altro descrizioni di giunche cinesi.
Molte giunche hanno un timone forato, per ottenere una migliore manovrabilità. La stessa soluzione fu impiegata in occidente nel 1901 nei siluri.

## Trasmissione
Il timone può essere azionato da una ruota dotata di maniglie di legno (ruota a caviglie), che viene manovrata dalla zona di comando chiamata timoneria (nelle imbarcazioni a vela, "pozzetto").
Relativamente all'estensione della superficie della pala, il timone si può distinguere in:
- Semplice: quando tutta la superficie della "Pala" si pone a poppavia dell'asse di rotazione;
- Semi-Compensato: quando oltre alla "Pala" posizionata a poppavia dell'asse di rotazione, vi è un ulteriore 10% di superficie (relativa alla pala) posizionata a proravia dell'asse di rotazione;
- Compensato: quando oltre alla "Pala" posizionata a poppavia dell'asse di rotazione, vi è un ulteriore 30% di superficie (relativa alla pala) posizionata a proravia dell'asse di rotazione.

I timoni più semplici usati in piccole imbarcazioni prevedono una barra di manovra fissata alla parte superiore del timone, che opera grazie al principio della leva.
In passato la trasmissione della manovra avveniva per mezzo di cavi. La ruota del timone manovrava un cilindro su cui erano avvolti diversi giri di cavo, i cui due capi andavano fino a poppa dove erano fissati alle due estremità di una barra trasversale del timone. Questo consentiva di applicare una forza maggiore e con più precisione. Inoltre il riporto del comando del timone in cabina di manovra consente la condotta a vista.
Il metodo usato successivamente al sistema a cavi (frenelli) è quello oleodinamico, in cui la ruota del timone aziona un servosistema idraulico che amplifica la forza e la trasmette sotto forma di pressione ad uno stantuffo agente sul timone. Sulle navi di nuova progettazione i timoni sono assistiti da sistemi computerizzati che integrano anche le funzioni di pilota automatico.

## Alternative e complementi al timone
In alcuni casi la funzione del timone viene sostituita da altri meccanismi. I motori fuoribordo dei piccoli natanti sono interamente orientabili, in modo che l'elica orienti la spinta in direzione opposta alla direzione in cui si vuole andare. Lo stesso principio è alla base dei propulsori azimutali, che possono ruotare intorno al loro asse verticale, cambiando la direzione della spinta.
In altri casi vengono installate sulla poppa due eliche laterali di ausilio all'elica principale.
Azionando una sola delle due eliche si favorisce l'accostata della nave nella direzione opposta. Una soluzione a tre eliche era usata sul famoso transatlantico inglese Titanic, naufragato il 15 aprile 1912 durante il suo primo viaggio, in cui solo le due eliche laterali, mosse da due grandi motori alternativi a vapore, potevano essere azionate in entrambi i sensi, mentre quella centrale, che era più piccola, veniva mossa da una turbina ed indirizzava l'acqua sul timone, poteva fornire spinta solo in avanti (quindi doveva necessariamente fermarsi, diventando un peso morto e formando una grossa scia turbolenta, quando veniva dato l'ordine di marcia all'indietro), e sembra che tale caratteristica abbia giocato un ruolo determinante nel fallimento della manovra che si cercò di far compiere alla nave per evitare l'impatto con l'iceberg che la squarciò facendola affondare.
In alcune navi, per manovrare in spazi ristretti, sono presenti eliche trasversali rispetto alla linea di marcia, dette appunto eliche di manovra (thruster), che spostano lateralmente la nave, per esempio per accostare al molo. Questa azione è del tutto indipendente dal timone. L'uso di questo tipo di impianti è limitato alle basse velocità.